# كأس ألمانيا 1968–69
كأس ألمانيا 1968–69 (بالألمانية: DFB-Pokal 1968/69)‏ هو الموسم 26 من كأس ألمانيا. أشرف على تنظيمه اتحاد ألمانيا لكرة القدم، وكان عدد الأندية المشاركة فيه 32، وفاز فيه بايرن ميونخ.